# Germasino
Germasino es una localidad y ex municipio italiano de la provincia de Como, región de Lombardía, con 255 habitantes.
Junto con los pueblos de  Gravedona y Consiglio di Rumo formaron en febrero de 2011 el nuevo municipio de Gravedona ed Uniti que cuenta con 4.233 habitantes.

## Evolución demográfica
| Gráfica de evolución demográfica de Germasino entre 1861 y 2001 |
|                                                                 |
| Fuente ISTAT - elaboración gráfica de Wikipedia                 |